# Płaucza Mała (gmina)
Płaucza Mała – dawna gmina wiejska w powiecie brzeżańskim województwa tarnopolskiego II Rzeczypospolitej. Siedzibą gminy była Płaucza Mała.
Gminę utworzono 1 sierpnia 1934 r. w ramach reformy na podstawie ustawy scaleniowej z dotychczasowych gmin wiejskich: Augustówka, Chorobrów, Chorościec, Glinna, Płaucza Mała, Płaucza Wielka i Złoczówka.
W marcu 1937 przyznano obywatelstwo honorowe gminy Marszałkowi Edwardowi Śmigłemu-Rydzowi.
Pod okupacją, jako jedyna gmina powiatu brzeżańskiego, weszła w skład powiatu tarnopolskiego (Generalne Gubernatorstwo). 1 kwietnia 1943 do gminy Płaucza Mała włączono  Krasną z gminy Zborów.
Po II wojnie światowej obszar gminy znalazł się w ZSRR.